# Рижів (платформа)
Рижі́в — пасажирський зупинний пункт Харківської дирекції Південної залізниці, Харківського залізничного вузла. Розташований між платформами Хвилинка та Пісочин. Розташований в селищі Пісочин Харківського району Харківської області.

## Пасажирське сполучення
На платформі Рижів зупиняться приміські поїзди до станцій Золочів, Люботин, Мерчик, Нова Баварія, Огульці та Харків-Пасажирський.